# David Myers
David Myers, detto Dave (Byhalia, 30 ottobre 1927 – Chicago, 3 settembre 2001), è stato un bassista e chitarrista statunitense.

## Biografia
Nativo del Mississippi, apprese i primi insegnamenti di chitarrista di blues da uno dei suoi fratelli, Amos Myers. Trasferitosi assieme alla sua famiglia a Chicago nel 1941, David e suo fratello Louis anch'egli chitarrista furono reclutati da Arthur "Big Boy" Crudup, come accompagnatori musicali del noto bluesman in feste locali.
Fu durante queste esibizioni che entrarono in contatto con altri giovani musicisti blues di Chicago, come l'armonicista Junior Wells ed il batterista Fred Below.
I due fratelli Myers, Junior Wells e Fred Below, decisero di formare una band di blues chiamata The Aces (gli Assi).
Nel 1952 Little Walter, staccatosi dalla band di Muddy Waters, ingaggiò come banda di sostegno proprio i The Aces, per la sua nuova carriera solistica.
Dopo i successi discografici ottenuti con Little Walter, gli The Aces, lasciarono Little Walter a metà degli anni cinquanta, per esibirsi come gruppo freelance negli studi di registrazione o in spettacoli dal vivo.
Nel frattempo Dave era passato al basso elettrico e fu con questo strumento che divenne uno dei più bravi bassisti elettrici di blues di Chicago.
Accompagnò sia in sala d'incisione, sia in esibizioni dal vivo, musicisti blues di primo piano, come Robert Lockwood Jr., Jimmy Rogers, Willie Mabon, Junior Wells e molti altri per tutti gli anni Sessanta e Settanta.
Negli ultimi anni era ritornato a suonare la chitarra fino a quando la sua malattia (diabete) gli concesse di farlo.
All'inizio del 2000 gli fu amputata una gamba, ma questo non lo fermò, continuando a suonare nei club di Chicago per alcuni mesi.